# Zaus serratus
Zaus serratus är en kräftdjursart som beskrevs av Monk 1941. Zaus serratus ingår i släktet Zaus och familjen Harpacticidae. Inga underarter finns listade i Catalogue of Life.